# Битка при Рослин
Битката при Рослин е битка от Първата война за независимост за Шотландия. Тя се провежда на 24 февруари 1303 в Рослин, Шотландия. Шотландска армия под ръководството на Саймън Фрейсър и Джон Комън побеждава англичаните, водени от Джон Сийгрейф.